# Comuna de Miejska Górka
Miejska Górka (polaco: Gmina Miejska Górka) é uma gminy (comuna) na Polónia, na voivodia de Grande Polónia e no condado de Rawicki. A sede do condado é a cidade de Miejska Górka.
De acordo com os censos de 2004, a comuna tem 9276 habitantes, com uma densidade 89,5 hab/km².

## Área
Estende-se por uma área de 103,62 km², incluindo:
- área agricola: 88%
- área florestal: 3,5%

## Demografia
Dados de 30 de Junho 2004:
|                      | Total   | Total | Mulheres | Mulheres | Homens  | Homens |
| -------------------- | ------- | ----- | -------- | -------- | ------- | ------ |
|                      | pessoas | %     | pessoas  | %        | pessoas | %      |
| População            | 9276    | 100   | 4655     | 50,2     | 4621    | 49,8   |
| Densidade (pop./km²) | 89,5    | 100   | 44,9     | 44,9     | 44,6    | 44,6   |

De acordo com dados de 2002, o rendimento médio per capita ascendia a 1328,66 zł.

## Subdivisões
- Dąbrowa, Dłoń, Gostkowo, Karolinki, Kołaczkowice, Konary, Niemarzyn, Oczkowice, Piaski-Zalesie, Roszkowo, Roszkówko, Rozstępniewo, Rzyczkowo, Sobiałkowo, Topólka, Woszczkowo, Zakrzewo.

## Comunas vizinhas
- Bojanowo, Jutrosin, Krobia, Pakosław, Pępowo, Poniec, Rawicz